# Jiří Carbol
Jiří Carbol (* 4. února 1959) je český politik, v letech 2014 až 2020 senátor za obvod č. 69 – Frýdek-Místek, v letech 2006 až 2010 a opět od roku 2021 poslanec Poslanecké sněmovny PČR, v letech 2000 až 2006 náměstek hejtmana Moravskoslezského kraje, od roku 2010 starosta obce Dobrá na Frýdecku-Místecku. Je zdravotnickým expertem KDU-ČSL, v letech 2009 až 2010 byl místopředsedou strany.

## Životopis
Vystudoval Fakultu stavební Vysokého učení technického v Brně, v letech 1982 až 1985 pracoval v podniku Vítkovické železárny a v letech 1985 až 1990 jako stavbyvedoucí v podniku IPS. V období let 1990–1994 byl OSVČ.
V letech 1994 až 1998 byl místostarostou obce Dobrá a poté do roku 2001 starostou. V komunálních volbách roku 1994, komunálních volbách roku 1998, komunálních volbách roku 2002, komunálních volbách roku 2006 a komunálních volbách roku 2010 byl zvolen do zastupitelstva obce Dobrá za KDU-ČSL. Profesně se k roku 1998 uvádí jako zástupce starosty, následně k roku 2002 coby zástupce hejtmana, v roce 2006 jako poslanec a v roce 2010 coby vedoucí projektu. V komunálních volbách roku 2014 obhájil post zastupitele obce Dobrá, když vedl kandidátku subjektu „Aby Dobrá byla dobrá – Sdružení KDU-ČSL a nezávislých kandidátů“. Tento subjekt vyhrál v obci volby.
V krajských volbách roku 2000 byl zvolen do Zastupitelstva Moravskoslezského kraje za KDU-ČSL. Mandát krajského zastupitele obhájil v krajských volbách roku 2004. V letech 2000 až 2006 byl náměstkem hejtmana Moravskoslezského kraje Evžena Tošenovského.
Ve volbách v roce 2006 byl zvolen do poslanecké sněmovny za KDU-ČSL (volební obvod Moravskoslezský kraj). Angažoval se v petičním výboru a byl místopředsedou výboru pro zdravotnictví. V letech 2007–2009 rovněž zasedal ve výboru pro evropské záležitosti. Ve sněmovně setrval do voleb v roce 2010. V době vlády Mirka Topolánka se profiloval jako expert KDU-ČSL na zdravotnickou tematiku a byl kriticky k některým aspektům zdravotnické reformy prosazované ministrem Tomášem Julínkem. Prohlásil, že kvůli neochotě ODS podporovat přísnější regulaci potratů, pro něj nebude samozřejmostí hlasovat pro Julínkovy reformy.
V roce 2006 se uvádí jako předseda OV KDU-ČSL Frýdek-Místek, člen KV (MSL), člen CK a člen CV strany.
Dne 31. května 2009 byl na sjezdu strany ve Vsetíně zvolen jedním ze čtyř jejích místopředsedů. V červnu 2009 byl na krajské konferenci zvolen lídrem KDU-ČSL v Moravskoslezském kraji do předčasných voleb do poslanecké sněmovny (později odloženy na řádný termín v roce 2010, v nich ale KDU-ČSL nezískala zastoupení ve sněmovně).
Ve volbách do Senátu PČR v roce 2014 kandidoval za KDU-ČSL v obvodu č. 69 – Frýdek-Místek. Se ziskem 21,94 % hlasů vyhrál první kolo a postoupil tak do kola druhého. V něm porazil v poměru hlasů 56,01 % : 43,98 % sociálního demokrata Jiřího Hájka a stal se senátorem.
V krajských volbách v roce 2016 obhájil za KDU-ČSL post zastupitele Moravskoslezského kraje. V komunálních volbách v roce 2018 obhájil post zastupitele obce Dobrá, když vedl kandidátku subjektu „Aby Dobrá byla dobrá – Sdružení KDU-ČSL a nezávislých kandidátů“. I nadále zůstal také starostou obce.
Ve volbách do Senátu PČR v roce 2020 obhajoval jakožto společný kandidát KDU-ČSL a ODS mandát senátora v obvodu č. 69 – Frýdek-Místek. V prvním kole získal 21,69 % hlasů, a postoupil tak z 1. místa do druhého kola, v němž však prohrál s nestraničkou za hnutí STAN Helenou Pešatovou poměrem hlasů 45,96 % : 54,03 %, mandát senátora se mu tak prodloužit nepodařilo.
V krajských volbách v roce 2020 obhájil za KDU-ČSL post zastupitele Moravskoslezského kraje.
Ve volbách do Poslanecké sněmovny PČR v roce 2021 kandidoval z pozice člena KDU-ČSL na 4. místě kandidátky koalice SPOLU (tj. ODS, KDU-ČSL a TOP 09) v Moravskoslezském kraji. Získal 10 044 preferenčních hlasů, a byl tak zvolen poslancem.
V komunálních volbách v roce 2022 kandidoval do zastupitelstva Dobré z 2. místa kandidátky „Aby Dobrá byla dobrá – Sdružení KDU-ČSL a nezávislých kandidátů“. Vlivem preferenčních hlasů však skončil první, a obhájil tak mandát zastupitele. Dne 24. října 2022 byl zvolen starostou obce.
V krajských volbách v roce 2024 obhajoval jako člen KDU-ČSL mandát zastupitele Moravskoslezského kraje, a to na kandidátce subjektu „SPOLU MSK“ (tj. ODS, KDU-ČSL a TOP 09), nicméně neuspěl.